# Bartolomeo Bettera

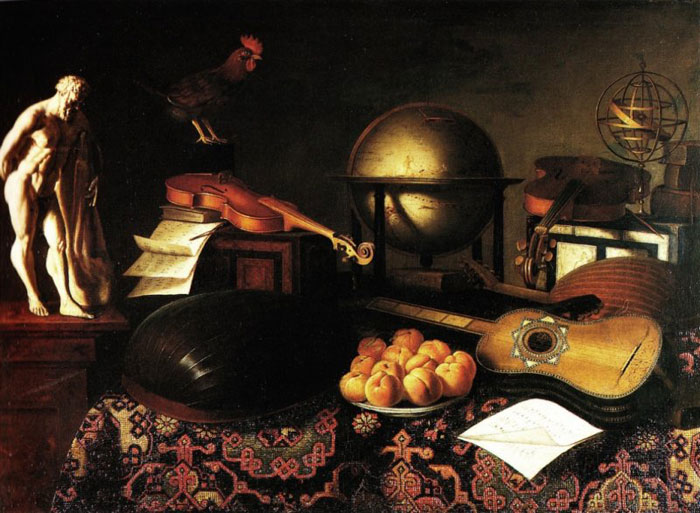

Bartolomeo Bettera (Bergamo, 28 agosto 1639 – circa 1699) è stato un pittore italiano.

## Biografia

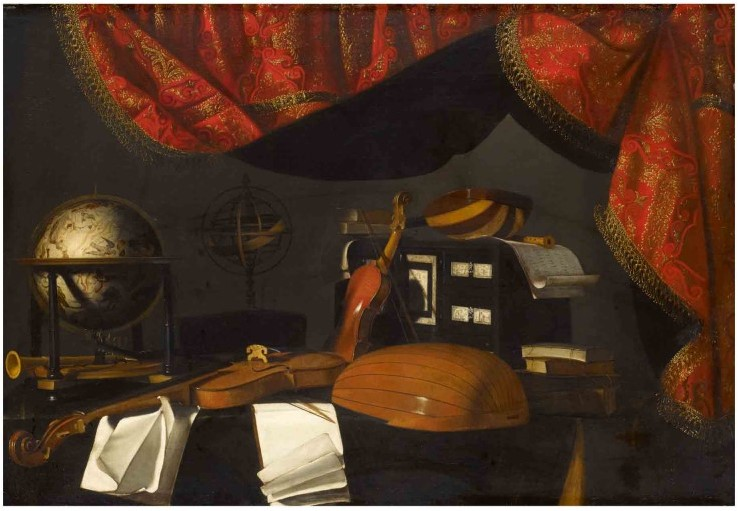

Bartolomeo Bettera nacque a Bergamo il 28 agosto 1639, in una famiglia di costruttori, originaria di Gandino in Val Seriana, dove un Giovanni Maria Bettera costruì nel 1630-1640 la grande basilica del paese.

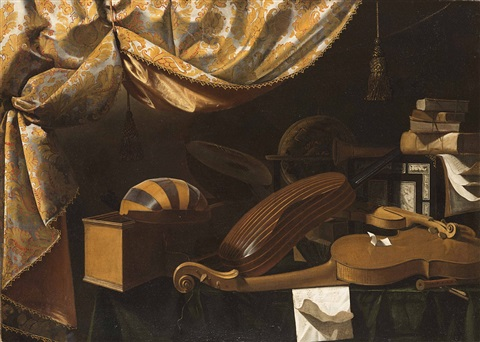

Pur non essendo stato suo allievo, Bettera fu profondamente influenzato dallo stile di Evaristo Baschenis nel genere delle pitture di nature morte,  soprattutto di strumenti musicali completate da un grande tendone e da un prezioso tappeto anatolico sul tavolo.
Per molto tempo, fino alla mostra "Evaristo Baschenis e la natura morta in Europa" del 1996 all'Accademia Carrara di Bergamo, le sue opere sono state confuse con quelle di Baschenis da cui comunque differiscono sensibilmente per l'architettura compositiva meno austera e rigorosa, per una impostazione più scenografica e sontuosamente barocca, per una pittura nel complesso più lucente e smaltata.  Cifra peculiare del pittore è anche il trattamento dei tappeti, che molto di frequente presentano pieghe, onde e avvallamenti e una lavorazione "plastica" della trama ottenuta per pressione del tessuto sulla pittura non ancora asciutta. Fondamentali per orientarsi sono le opere firmate, quali i due pendant dell'Accademia Carrara di Bergamo già Secco Suardo (inv. C0050-00760 e C0050-00761) ed un'altra di collezione privata esposta alla mostra su Baschenis del 1996 ("Evaristo Baschenis e la natura morta in Europa", pp.266-267, n.56) da cui si ricava anche che l'artista risiedette per un certo tempo a Roma. Su base stilistica va assegnata a Bartolomeo Bettera e non a Baschenis la bellissima Natura morta di strumenti musicali (olio su tela, cm 128,6x174) esposta alla mostra dedicata alla figura di Ferdinando de' Medici collezionista (Il Gran Principe Ferdinando de' Medici (1663-1713). Collezionista e Mecenate, Firenze 2013, n.8, pp.152-153) allestita agli Uffizi di Firenze nel 2013. Dopo aver soggiornato a Bergamo e a Roma, nel 1687 il pittore si trasferì a Milano, dove probabilmente rimase fino alla morte, avvenuta intorno al 1699.
L'interesse per l'attività di Bartolomeo Bettera nasce anche da un gruppo di opere conservate in collezioni private di Bergamo e provincia, con l'eccezione di una a Parigi e di due a Dresda, firmate con la sigla "B.B" oppure "B.+B.",  attribuibili non a lui bensì ad un altro (ancora) misterioso imitatore di Baschenis.
Figlio di Bartolomeo Bettera fu Bonaventura, anch'egli pittore dotato, noto per un quadro firmato e datato (1718) conservato a Bergamo, caratterizzato da strumenti musicali scorciati entro una composizione di più modesta logica costruttiva rispetto al padre.